# Сколково (Казаковский сельсовет)
Сколково — деревня в Вачском районе Нижегородской области. Входит в состав Казаковского сельсовета.

## История
Деревня впервые упоминается в окладных книгах 1676 года в составе Дьяковского прихода, в ней было 10 дворов крестьянских.
В конце XIX — начале XX века деревня входила в состав Казаковской волости Муромского уезда Владимирской губернии, с 1926 года — в составе Новосельской волости. В 1859 году в деревне числилось 36 дворов, в 1905 году — 42 дворов, в 1926 году — 60 дворов.
С 1929 года деревня являлась центром Сколковского сельсовета Вачского района Горьковского края, с 1931 года — в составе Алтунинского сельсовета, с 1936 года — в составе Горьковской области, с 2009 года — в составе Казаковского сельсовета.

## Население
| 1859 | 1905 | 1926 | 1999 | 2002 | 2010 |
| ---- | ---- | ---- | ---- | ---- | ---- |
| 247  | ↗281 | ↗312 | ↘98  | ↘91  | ↘53  |